# Eothoracosaurus
Eothoracosaurus – wymarły rodzaj krokodylomorfa, a dokładniej krokodyla sopkrewnionego blisko z dzisiejszym gawialem. Jest to zarazem jeden z najwcześniejszych przedstawicieli tej nadrodziny. Skamieniałe szczątki opchodzą z Formacji Ripley z Missisipi. Datuje się je na wczesny mastrycht (piętro późnej kredy). Rodzajowi przypisuje się też materiał z Formacji Coon Creek z zachodniego Tennessee, ocenianych z kolei na późny kampan i w ziwązku z tym nieco starszych od poprzednich. Coon Creek wydaje się zawierać osady morskie, znaleziono w niej także rekiny (Otodus, Squalicorax), żółwie morskie (Toxochelys) i mozazaury (Plioplatecarpus, Globidens). Wskazuje to na prowadzenie morskiego trybu życia i u opisywanego tu krokodyla. Niektóre szczegóły budowy czaszki, jak długi przedni wyrostek czołowy i szerokie otwory ponadskroniowe, odróżniały go od blisko spokrewnionego gatunku Thoracosaurus neocesariensis z mastrychtu i paleocenu z New Jersey.